# Flyktingidrottare i olympiska sommarspelen 2020
Flyktingidrottare deltog för Olympiska flyktinglaget i olympiska sommarspelen 2020 under beteckningen EOR.

## Badminton
Aram Mahmoud blev uttagen i truppen den 8 juni 2021.
| Spelare      | Gren   | Gruppspel                      | Gruppspel                  | Gruppspel | Eliminering       | Kvartsfinal       | Semifinal         | Final / BM        | Final / BM       |
| Spelare      | Gren   | Motståndare Poäng              | Motståndare Poäng          | Placering | Motståndare Poäng | Motståndare Poäng | Motståndare Poäng | Motståndare Poäng | Placering        |
| ------------ | ------ | ------------------------------ | -------------------------- | --------- | ----------------- | ----------------- | ----------------- | ----------------- | ---------------- |
| Aram Mahmoud | Singel | Christie (INA) L (8–21, 14–21) | Loh (SGP) L (15–21, 12–21) | 3         | bye               | Gick inte vidare  | Gick inte vidare  | Gick inte vidare  | Gick inte vidare |

## Taekwondo
Tre flyktingidrottare tävlade i taekwondo vid spelen.
| Idrottare       | Gren             | Inledande omgång     | Åttondelsfinal       | Kvartsfinal          | Semifinal            | Återkval             | Final / BM           | Final / BM       |
| Idrottare       | Gren             | Motståndare Resultat | Motståndare Resultat | Motståndare Resultat | Motståndare Resultat | Motståndare Resultat | Motståndare Resultat | Pl.              |
| --------------- | ---------------- | -------------------- | -------------------- | -------------------- | -------------------- | -------------------- | -------------------- | ---------------- |
| Dina Pouryounes | Damernas −49 kg  | bye                  | Wu (CHN) L 3–26      | Gick inte vidare     | Gick inte vidare     | Gick inte vidare     | Gick inte vidare     | Gick inte vidare |
| Kimia Alizadeh  | Damernas −57 kg  | Kiani (IRI) W 18–9   | Jones (GBR) W 16–12  | Zhou (CHN) W 9–8     | Minina (ROC) L 3–10  | bye                  | İlgün (TUR) L 6–8    | 5                |
| Abdullah Sediqi | Herrarnas −68 kg | bye                  | Zhao (CHN) L 20–22   | Gick inte vidare     | Gick inte vidare     | Gick inte vidare     | Gick inte vidare     | Gick inte vidare |